# Comets on Fire
Comets On Fire est un groupe de rock indépendant américain, originaire de Santa Cruz, en Californie. Il est  formé en 1999 par le chanteur et guitariste Ethan Miller et son ami de longue date le bassiste Ben Flashman. Leur but était de créer une musique très intense au niveau du rythme et des sonorités sans prêter attention aux catégories de musique déjà existantes.

## Biographie
Le groupe débute en 1999 et sort son premier album sur Alternative Tentacles le label de Jello Biafra. Cet album témoigne des influences des Butthole Surfers, d'Hawkwind et du MC5.
L'album suivant, Field Recordings from the Sun, publié sur le label Ba Da Bing, est l'occasion d'un élargissement de l'enregistrement avec des saxophones ajoutés à leurs morceaux de rock bruitiste. Ben Chasny de Six Organs of Admittance rejoint officiellement le groupe en 2003, avant l'enregistrement de leur album suivant. Il avait cependant déjà joué et enregistré avec eux. Cette nouvelle formation obtint un contrat avec le label Sub Pop et sorti Blue Cathedral qui sera un succès critique. Cet album leur offre un nouveau public et leur permit de tourner en première partie de Sonic Youth et Dinosaur Jr. En 2006, Comets on Fire sort son quatrième album Avatar.
Après leur tournée en soutien à l'album Avatar en 2008, le groupe se met en pause à durée indéterminée. Ethan Miller commencera à se consacrer à son projet Howlin' Rain, et Noel von Harmonson se joint à Sic Alps. En 2012, les membres se regroupent pour enregistrer sous le nom de Six Organs of Admittance l'album Ascent. Dans un entretien avec Uncut, Chasny explique que le groupe ne s'est pas séparé, mais que son avenir est incertain. En juin 2013, le groupe annonce sur son site web qu'il jouera au All Tomorrow's Parties à Camber Sands.

## Membres
- Ethan Miller - chant, guitare
- Noel von Harmonson - électroniques
- Ben Flashman - basse
- Utrillo Kushner - batterie
- Ben Chasny - guitare

## Discographie
- 2001 : Comets on Fire
- 2002 : Field Recordings from the Sun
- 2004 : Blue Cathedral
- 2006 : Avatar